# 1789
Portal Geschichte | Portal Biografien | Aktuelle Ereignisse | Jahreskalender | Tagesartikel

◄ |
17. Jahrhundert |
18. Jahrhundert
| 19. Jahrhundert | ►

◄ |
1750er |
1760er |
1770er |
1780er
| 1790er | 1800er | 1810er | ►

◄◄ |
◄ |
1785 |
1786 |
1787 |
1788 |
1789
| 1790 | 1791 | 1792 | 1793 | ► | ►►
Staatsoberhäupter  · Nekrolog   · Musikjahr
| Januar | Januar | Januar | Januar | Januar | Januar | Januar | Januar |
| Kw     | Mo     | Di     | Mi     | Do     | Fr     | Sa     | So     |
| ------ | ------ | ------ | ------ | ------ | ------ | ------ | ------ |
| 1      |        |        |        | 1      | 2      | 3      | 4      |
| 2      | 5      | 6      | 7      | 8      | 9      | 10     | 11     |
| 3      | 12     | 13     | 14     | 15     | 16     | 17     | 18     |
| 4      | 19     | 20     | 21     | 22     | 23     | 24     | 25     |
| 5      | 26     | 27     | 28     | 29     | 30     | 31     |        |

| Februar | Februar | Februar | Februar | Februar | Februar | Februar | Februar |
| Kw      | Mo      | Di      | Mi      | Do      | Fr      | Sa      | So      |
| ------- | ------- | ------- | ------- | ------- | ------- | ------- | ------- |
| 5       |         |         |         |         |         |         | 1       |
| 6       | 2       | 3       | 4       | 5       | 6       | 7       | 8       |
| 7       | 9       | 10      | 11      | 12      | 13      | 14      | 15      |
| 8       | 16      | 17      | 18      | 19      | 20      | 21      | 22      |
| 9       | 23      | 24      | 25      | 26      | 27      | 28      |         |

| März | März | März | März | März | März | März | März |
| Kw   | Mo   | Di   | Mi   | Do   | Fr   | Sa   | So   |
| ---- | ---- | ---- | ---- | ---- | ---- | ---- | ---- |
| 9    |      |      |      |      |      |      | 1    |
| 10   | 2    | 3    | 4    | 5    | 6    | 7    | 8    |
| 11   | 9    | 10   | 11   | 12   | 13   | 14   | 15   |
| 12   | 16   | 17   | 18   | 19   | 20   | 21   | 22   |
| 13   | 23   | 24   | 25   | 26   | 27   | 28   | 29   |
| 14   | 30   | 31   |      |      |      |      |      |

| April | April | April | April | April | April | April | April |
| Kw    | Mo    | Di    | Mi    | Do    | Fr    | Sa    | So    |
| ----- | ----- | ----- | ----- | ----- | ----- | ----- | ----- |
| 14    |       |       | 1     | 2     | 3     | 4     | 5     |
| 15    | 6     | 7     | 8     | 9     | 10    | 11    | 12    |
| 16    | 13    | 14    | 15    | 16    | 17    | 18    | 19    |
| 17    | 20    | 21    | 22    | 23    | 24    | 25    | 26    |
| 18    | 27    | 28    | 29    | 30    |       |       |       |

| Mai | Mai | Mai | Mai | Mai | Mai | Mai | Mai |
| Kw  | Mo  | Di  | Mi  | Do  | Fr  | Sa  | So  |
| --- | --- | --- | --- | --- | --- | --- | --- |
| 18  |     |     |     |     | 1   | 2   | 3   |
| 19  | 4   | 5   | 6   | 7   | 8   | 9   | 10  |
| 20  | 11  | 12  | 13  | 14  | 15  | 16  | 17  |
| 21  | 18  | 19  | 20  | 21  | 22  | 23  | 24  |
| 22  | 25  | 26  | 27  | 28  | 29  | 30  | 31  |

| Juni | Juni | Juni | Juni | Juni | Juni | Juni | Juni |
| Kw   | Mo   | Di   | Mi   | Do   | Fr   | Sa   | So   |
| ---- | ---- | ---- | ---- | ---- | ---- | ---- | ---- |
| 23   | 1    | 2    | 3    | 4    | 5    | 6    | 7    |
| 24   | 8    | 9    | 10   | 11   | 12   | 13   | 14   |
| 25   | 15   | 16   | 17   | 18   | 19   | 20   | 21   |
| 26   | 22   | 23   | 24   | 25   | 26   | 27   | 28   |
| 27   | 29   | 30   |      |      |      |      |      |

| Juli | Juli | Juli | Juli | Juli | Juli | Juli | Juli |
| Kw   | Mo   | Di   | Mi   | Do   | Fr   | Sa   | So   |
| ---- | ---- | ---- | ---- | ---- | ---- | ---- | ---- |
| 27   |      |      | 1    | 2    | 3    | 4    | 5    |
| 28   | 6    | 7    | 8    | 9    | 10   | 11   | 12   |
| 29   | 13   | 14   | 15   | 16   | 17   | 18   | 19   |
| 30   | 20   | 21   | 22   | 23   | 24   | 25   | 26   |
| 31   | 27   | 28   | 29   | 30   | 31   |      |      |

| August | August | August | August | August | August | August | August |
| Kw     | Mo     | Di     | Mi     | Do     | Fr     | Sa     | So     |
| ------ | ------ | ------ | ------ | ------ | ------ | ------ | ------ |
| 31     |        |        |        |        |        | 1      | 2      |
| 32     | 3      | 4      | 5      | 6      | 7      | 8      | 9      |
| 33     | 10     | 11     | 12     | 13     | 14     | 15     | 16     |
| 34     | 17     | 18     | 19     | 20     | 21     | 22     | 23     |
| 35     | 24     | 25     | 26     | 27     | 28     | 29     | 30     |
| 36     | 31     |        |        |        |        |        |        |

| September | September | September | September | September | September | September | September |
| Kw        | Mo        | Di        | Mi        | Do        | Fr        | Sa        | So        |
| --------- | --------- | --------- | --------- | --------- | --------- | --------- | --------- |
| 36        |           | 1         | 2         | 3         | 4         | 5         | 6         |
| 37        | 7         | 8         | 9         | 10        | 11        | 12        | 13        |
| 38        | 14        | 15        | 16        | 17        | 18        | 19        | 20        |
| 39        | 21        | 22        | 23        | 24        | 25        | 26        | 27        |
| 40        | 28        | 29        | 30        |           |           |           |           |

| Oktober | Oktober | Oktober | Oktober | Oktober | Oktober | Oktober | Oktober |
| Kw      | Mo      | Di      | Mi      | Do      | Fr      | Sa      | So      |
| ------- | ------- | ------- | ------- | ------- | ------- | ------- | ------- |
| 40      |         |         |         | 1       | 2       | 3       | 4       |
| 41      | 5       | 6       | 7       | 8       | 9       | 10      | 11      |
| 42      | 12      | 13      | 14      | 15      | 16      | 17      | 18      |
| 43      | 19      | 20      | 21      | 22      | 23      | 24      | 25      |
| 44      | 26      | 27      | 28      | 29      | 30      | 31      |         |

| November | November | November | November | November | November | November | November |
| Kw       | Mo       | Di       | Mi       | Do       | Fr       | Sa       | So       |
| -------- | -------- | -------- | -------- | -------- | -------- | -------- | -------- |
| 44       |          |          |          |          |          |          | 1        |
| 45       | 2        | 3        | 4        | 5        | 6        | 7        | 8        |
| 46       | 9        | 10       | 11       | 12       | 13       | 14       | 15       |
| 47       | 16       | 17       | 18       | 19       | 20       | 21       | 22       |
| 48       | 23       | 24       | 25       | 26       | 27       | 28       | 29       |
| 49       | 30       |          |          |          |          |          |          |

| Dezember | Dezember | Dezember | Dezember | Dezember | Dezember | Dezember | Dezember |
| Kw       | Mo       | Di       | Mi       | Do       | Fr       | Sa       | So       |
| -------- | -------- | -------- | -------- | -------- | -------- | -------- | -------- |
| 49       |          | 1        | 2        | 3        | 4        | 5        | 6        |
| 50       | 7        | 8        | 9        | 10       | 11       | 12       | 13       |
| 51       | 14       | 15       | 16       | 17       | 18       | 19       | 20       |
| 52       | 21       | 22       | 23       | 24       | 25       | 26       | 27       |
| 53       | 28       | 29       | 30       | 31       |          |          |          |

| Januar | Januar | Januar | Januar | Januar | Januar | Januar | Januar |
| Kw     | Mo     | Di     | Mi     | Do     | Fr     | Sa     | So     |
| ------ | ------ | ------ | ------ | ------ | ------ | ------ | ------ |
| 1      |        |        |        | 1      | 2      | 3      | 4      |
| 2      | 5      | 6      | 7      | 8      | 9      | 10     | 11     |
| 3      | 12     | 13     | 14     | 15     | 16     | 17     | 18     |
| 4      | 19     | 20     | 21     | 22     | 23     | 24     | 25     |
| 5      | 26     | 27     | 28     | 29     | 30     | 31     |        |

| Februar | Februar | Februar | Februar | Februar | Februar | Februar | Februar |
| Kw      | Mo      | Di      | Mi      | Do      | Fr      | Sa      | So      |
| ------- | ------- | ------- | ------- | ------- | ------- | ------- | ------- |
| 5       |         |         |         |         |         |         | 1       |
| 6       | 2       | 3       | 4       | 5       | 6       | 7       | 8       |
| 7       | 9       | 10      | 11      | 12      | 13      | 14      | 15      |
| 8       | 16      | 17      | 18      | 19      | 20      | 21      | 22      |
| 9       | 23      | 24      | 25      | 26      | 27      | 28      |         |

| März | März | März | März | März | März | März | März |
| Kw   | Mo   | Di   | Mi   | Do   | Fr   | Sa   | So   |
| ---- | ---- | ---- | ---- | ---- | ---- | ---- | ---- |
| 9    |      |      |      |      |      |      | 1    |
| 10   | 2    | 3    | 4    | 5    | 6    | 7    | 8    |
| 11   | 9    | 10   | 11   | 12   | 13   | 14   | 15   |
| 12   | 16   | 17   | 18   | 19   | 20   | 21   | 22   |
| 13   | 23   | 24   | 25   | 26   | 27   | 28   | 29   |
| 14   | 30   | 31   |      |      |      |      |      |

| April | April | April | April | April | April | April | April |
| Kw    | Mo    | Di    | Mi    | Do    | Fr    | Sa    | So    |
| ----- | ----- | ----- | ----- | ----- | ----- | ----- | ----- |
| 14    |       |       | 1     | 2     | 3     | 4     | 5     |
| 15    | 6     | 7     | 8     | 9     | 10    | 11    | 12    |
| 16    | 13    | 14    | 15    | 16    | 17    | 18    | 19    |
| 17    | 20    | 21    | 22    | 23    | 24    | 25    | 26    |
| 18    | 27    | 28    | 29    | 30    |       |       |       |

| Mai | Mai | Mai | Mai | Mai | Mai | Mai | Mai |
| Kw  | Mo  | Di  | Mi  | Do  | Fr  | Sa  | So  |
| --- | --- | --- | --- | --- | --- | --- | --- |
| 18  |     |     |     |     | 1   | 2   | 3   |
| 19  | 4   | 5   | 6   | 7   | 8   | 9   | 10  |
| 20  | 11  | 12  | 13  | 14  | 15  | 16  | 17  |
| 21  | 18  | 19  | 20  | 21  | 22  | 23  | 24  |
| 22  | 25  | 26  | 27  | 28  | 29  | 30  | 31  |

| Juni | Juni | Juni | Juni | Juni | Juni | Juni | Juni |
| Kw   | Mo   | Di   | Mi   | Do   | Fr   | Sa   | So   |
| ---- | ---- | ---- | ---- | ---- | ---- | ---- | ---- |
| 23   | 1    | 2    | 3    | 4    | 5    | 6    | 7    |
| 24   | 8    | 9    | 10   | 11   | 12   | 13   | 14   |
| 25   | 15   | 16   | 17   | 18   | 19   | 20   | 21   |
| 26   | 22   | 23   | 24   | 25   | 26   | 27   | 28   |
| 27   | 29   | 30   |      |      |      |      |      |

| Juli | Juli | Juli | Juli | Juli | Juli | Juli | Juli |
| Kw   | Mo   | Di   | Mi   | Do   | Fr   | Sa   | So   |
| ---- | ---- | ---- | ---- | ---- | ---- | ---- | ---- |
| 27   |      |      | 1    | 2    | 3    | 4    | 5    |
| 28   | 6    | 7    | 8    | 9    | 10   | 11   | 12   |
| 29   | 13   | 14   | 15   | 16   | 17   | 18   | 19   |
| 30   | 20   | 21   | 22   | 23   | 24   | 25   | 26   |
| 31   | 27   | 28   | 29   | 30   | 31   |      |      |

| August | August | August | August | August | August | August | August |
| Kw     | Mo     | Di     | Mi     | Do     | Fr     | Sa     | So     |
| ------ | ------ | ------ | ------ | ------ | ------ | ------ | ------ |
| 31     |        |        |        |        |        | 1      | 2      |
| 32     | 3      | 4      | 5      | 6      | 7      | 8      | 9      |
| 33     | 10     | 11     | 12     | 13     | 14     | 15     | 16     |
| 34     | 17     | 18     | 19     | 20     | 21     | 22     | 23     |
| 35     | 24     | 25     | 26     | 27     | 28     | 29     | 30     |
| 36     | 31     |        |        |        |        |        |        |

| September | September | September | September | September | September | September | September |
| Kw        | Mo        | Di        | Mi        | Do        | Fr        | Sa        | So        |
| --------- | --------- | --------- | --------- | --------- | --------- | --------- | --------- |
| 36        |           | 1         | 2         | 3         | 4         | 5         | 6         |
| 37        | 7         | 8         | 9         | 10        | 11        | 12        | 13        |
| 38        | 14        | 15        | 16        | 17        | 18        | 19        | 20        |
| 39        | 21        | 22        | 23        | 24        | 25        | 26        | 27        |
| 40        | 28        | 29        | 30        |           |           |           |           |

| Oktober | Oktober | Oktober | Oktober | Oktober | Oktober | Oktober | Oktober |
| Kw      | Mo      | Di      | Mi      | Do      | Fr      | Sa      | So      |
| ------- | ------- | ------- | ------- | ------- | ------- | ------- | ------- |
| 40      |         |         |         | 1       | 2       | 3       | 4       |
| 41      | 5       | 6       | 7       | 8       | 9       | 10      | 11      |
| 42      | 12      | 13      | 14      | 15      | 16      | 17      | 18      |
| 43      | 19      | 20      | 21      | 22      | 23      | 24      | 25      |
| 44      | 26      | 27      | 28      | 29      | 30      | 31      |         |

| November | November | November | November | November | November | November | November |
| Kw       | Mo       | Di       | Mi       | Do       | Fr       | Sa       | So       |
| -------- | -------- | -------- | -------- | -------- | -------- | -------- | -------- |
| 44       |          |          |          |          |          |          | 1        |
| 45       | 2        | 3        | 4        | 5        | 6        | 7        | 8        |
| 46       | 9        | 10       | 11       | 12       | 13       | 14       | 15       |
| 47       | 16       | 17       | 18       | 19       | 20       | 21       | 22       |
| 48       | 23       | 24       | 25       | 26       | 27       | 28       | 29       |
| 49       | 30       |          |          |          |          |          |          |

| Dezember | Dezember | Dezember | Dezember | Dezember | Dezember | Dezember | Dezember |
| Kw       | Mo       | Di       | Mi       | Do       | Fr       | Sa       | So       |
| -------- | -------- | -------- | -------- | -------- | -------- | -------- | -------- |
| 49       |          | 1        | 2        | 3        | 4        | 5        | 6        |
| 50       | 7        | 8        | 9        | 10       | 11       | 12       | 13       |
| 51       | 14       | 15       | 16       | 17       | 18       | 19       | 20       |
| 52       | 21       | 22       | 23       | 24       | 25       | 26       | 27       |
| 53       | 28       | 29       | 30       | 31       |          |          |          |

## Ereignisse

### Politik und Weltgeschehen

#### Frankreich

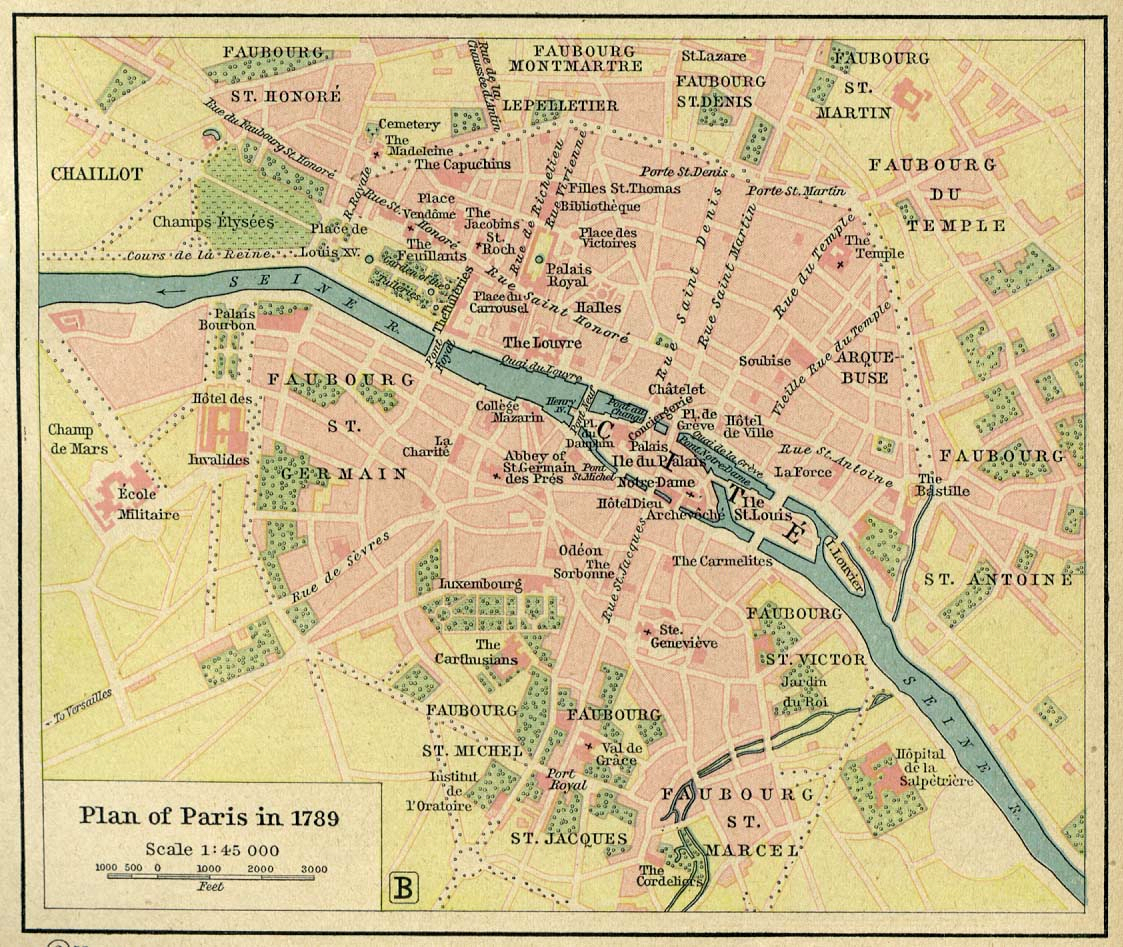
Paris 1789

- 24. Januar: Ludwig XVI. erlässt ein Wahlgesetz zur Wahl von Abgeordneten gemäß der Ständeordnung.
- 5. Mai: In der Königsresidenz Versailles treten die französischen Generalstände zusammen.
- 17. Juni: Die Abgeordneten des französischen Dritten Standes (98 % der Bevölkerung) erklären sich auf Vorschlag des Abbé Emmanuel Joseph Sieyès zur Nationalversammlung.
- 19. Juni: Der Klerus tritt mit knapper Mehrheit der Nationalversammlung bei.

Der Ballhausschwur

- 20. Juni: Der Ballhausschwur des dritten Standes in Versailles ist der erste Schritt der Französischen Revolution.
- 27. Juni: Klerus und Adel schließen sich auf Befehl des Königs der Nationalversammlung an.
- 9. Juli: Die französische Nationalversammlung bezeichnet sich als Assemblée nationale constituante und beginnt mit dem Ausarbeiten einer Verfassung.
- 12. Juli: Protestierende brennen Zollstationen in Paris nieder und plündern ein Kloster.
- 14. Juli: Sturm auf die Bastille in Paris, Beginn der Französischen Revolution
- 4. August: Mit den Augustbeschlüssen erfolgt die Abschaffung der Vorrechte von Adel, Klerus, Städten und Provinzen durch die Nationalversammlung. (Abschaffung der Feudalherrschaft; Abschaffung der Leibeigenschaft; Abschaffung der Steuerprivilegien von Adel und Klerus; Gleichheit vor Gericht; Kostenloser Zugang zur Justiz)
- 26. August: Die französische Nationalversammlung beschließt die Deklaration der Menschenrechte. Der König lehnt diesen Beschluss ab.
- 9. September: Napoleon Bonaparte lässt sich beurlauben und reist in seine Heimat – um für Korsikas Unabhängigkeit zu streiten. In Ajaccio wird ein Comité Patriotique gewählt, eine revolutionäre Versammlung – der erklärt  Korsika sei Bestandteil Frankreichs.
- 30. September: Die ausschließliche Gesetzgebungsinitiative liegt bei der Nationalversammlung. Der König verfügt nunmehr lediglich über ein aufschiebendes Veto.

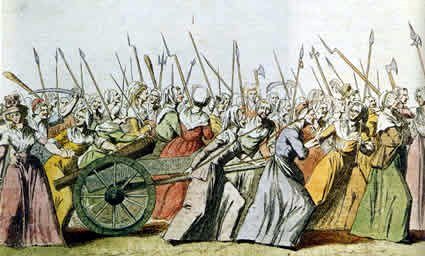
Zug der Poissarden

- 5. Oktober: Der Demonstrationszug der Poissarden zieht nach Versailles, nachdem bei einem Bankett am Hofe Ludwigs XVI. die Französische Revolution verunglimpft worden war.
- 6. Oktober: Der am Vortag aufgebrochene Zug der Poissarden stürmt das Schloss Versailles und erzwingt die Rückkehr König Ludwigs XVI. und seiner Familie nach Paris.
- 2. November: Der Kirchenbesitz wird in Frankreich säkularisiert.
- 22. Dezember: Per Gesetz werden in Frankreich die Départements eingeführt.

#### Heiliges Römisches Reich
- 30. Juli: Preußen beschränkt die Selbstverwaltungsrechte der Mennoniten und löst eine Auswanderungswelle nach Russland aus.
- 2. Dezember: Herzog Carl Eugen von Württemberg ändert das Wappen seines Hauses, um die Gebietserwerbungen der vorangegangenen Jahre auch heraldisch auszudrücken.

#### Osmanisches Reich / Türkenkrieg

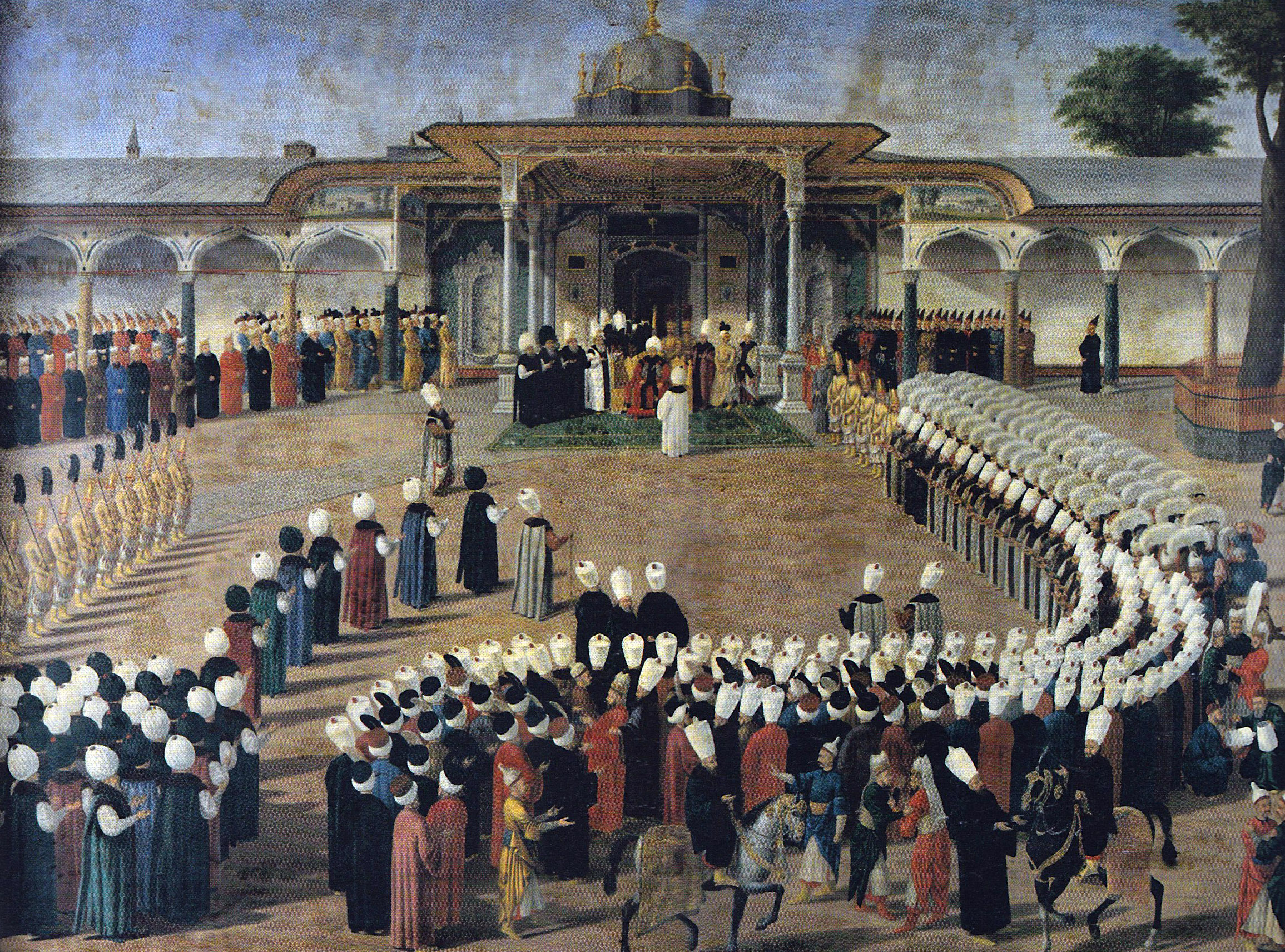
Die Krönungszeremonie Selims III.

- 7. April: Selim III. folgt seinem verstorbenen Onkel Abdülhamid I. auf den Thron des Osmanischen Reiches.

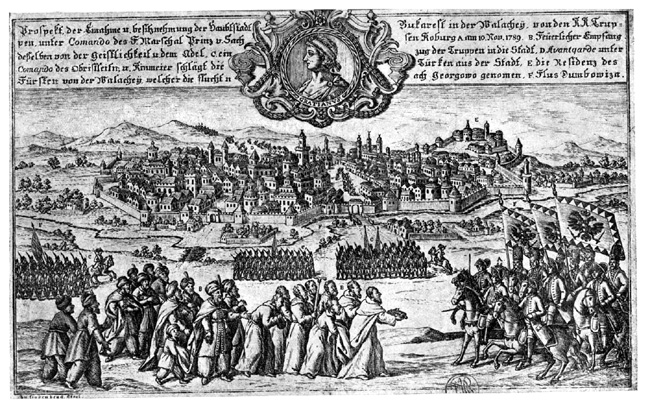
Übergabe von Bukarest an die Österreicher

- 26. Oktober: Nicolae Mavrogheni, Fürst der Walachei, flieht während des Russisch-Österreichischen Türkenkrieges mit seiner Armee aus Bukarest. Am 10. November wird die Stadt von den Österreichern eingenommen.

#### Vereinigte Staaten von Amerika (USA)

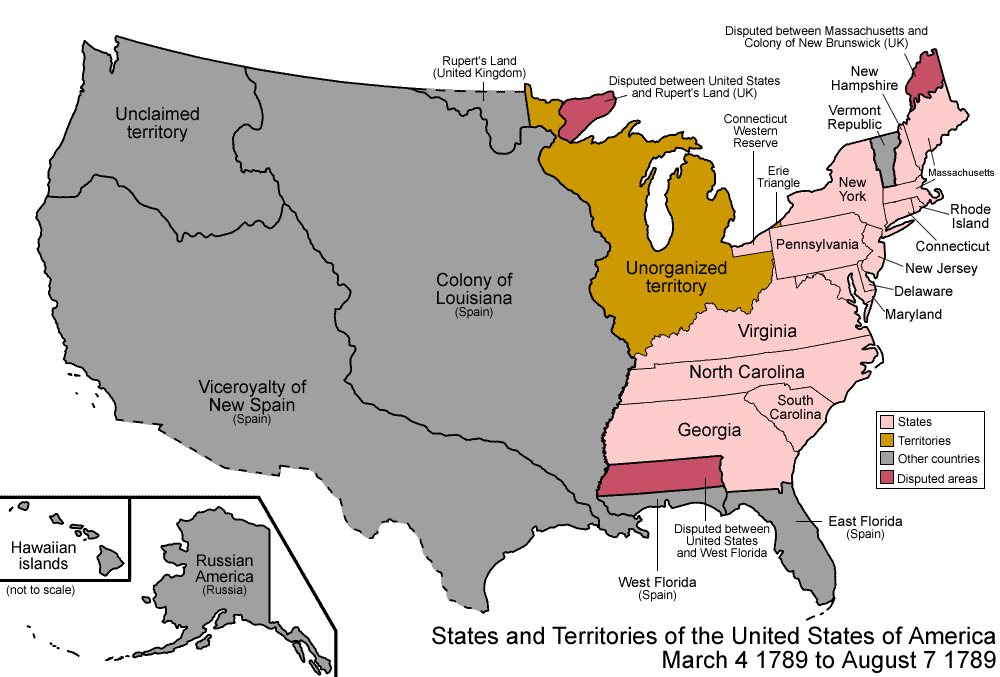
Territorium der Vereinigten Staaten März–August 1789

- 4. Februar: George Washington wird vom Wahlkongress einstimmig zum ersten Präsidenten der USA gewählt. Vizepräsident wird John Adams.
- 4. März: Die Verfassung der Vereinigten Staaten tritt in Kraft.
- 30. April: George Washington wird auf dem Balkon der Federal Hall in New York vereidigt.
- April: Amtsinhaber George Clinton gewinnt die Gouverneurswahl in New York gegen Herausforderer Robert Yates.
- 12. Mai: In New York City gründet sich die „Society of St. Tammany“; nach ihrem Sitz auch einfach Tammany Hall genannt.
- August: Das Nordwestterritorium wird als organisiertes Territorium in die Union aufgenommen.
- 24. September: Präsident George Washington ernennt die ersten 13 U.S. Marshals.

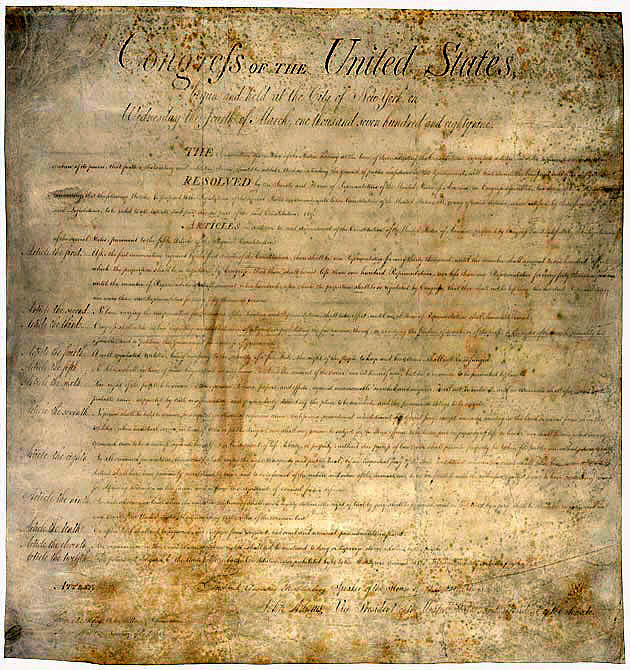
Bill of Rights

- 25. September: Der Kongress der Vereinigten Staaten beschließt die Bill of Rights.
- 3. Oktober: George Washington propagiert als US-Präsident den ersten Thanksgiving Day.
- 21. November: North Carolina wird nach Ratifizierung der Verfassung 12. Bundesstaat der Vereinigten Staaten.

#### Die MacKenzie-Expedition durch Nordamerika

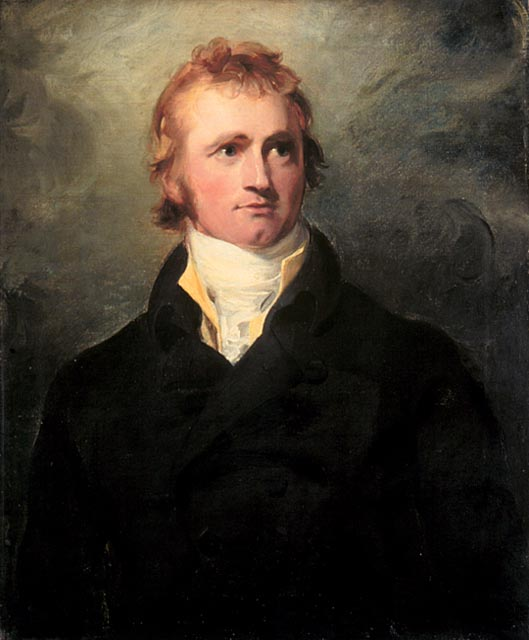
Alexander MacKenzie

- 3. Juni: Von Fort Chipewyan aus bricht Alexander MacKenzie mit seinen Begleitern auf, eine Flussverbindung zum Pazifischen Ozean zu suchen.
- 29. Juni: Alexander MacKenzie gelangt an den später nach ihm benannten Fluss im Nordwesten Kanadas.
- 10. Juli: Der Schotte Alexander Mackenzie erreicht mit seiner Expeditionsgruppe das Flussdelta des später nach ihm benannten Mackenzie River. Der Entdecker hat auf der Suche nach einem Zugang zum Pazifik den gesamten Flusslauf befahren, doch mündet der Strom zu seiner Enttäuschung in die arktische Beaufortsee.

#### Afrika
- Agonglo folgt dem verstorbenen Kpengla als König von Dahomey im heutigen Benin.

#### Pazifik

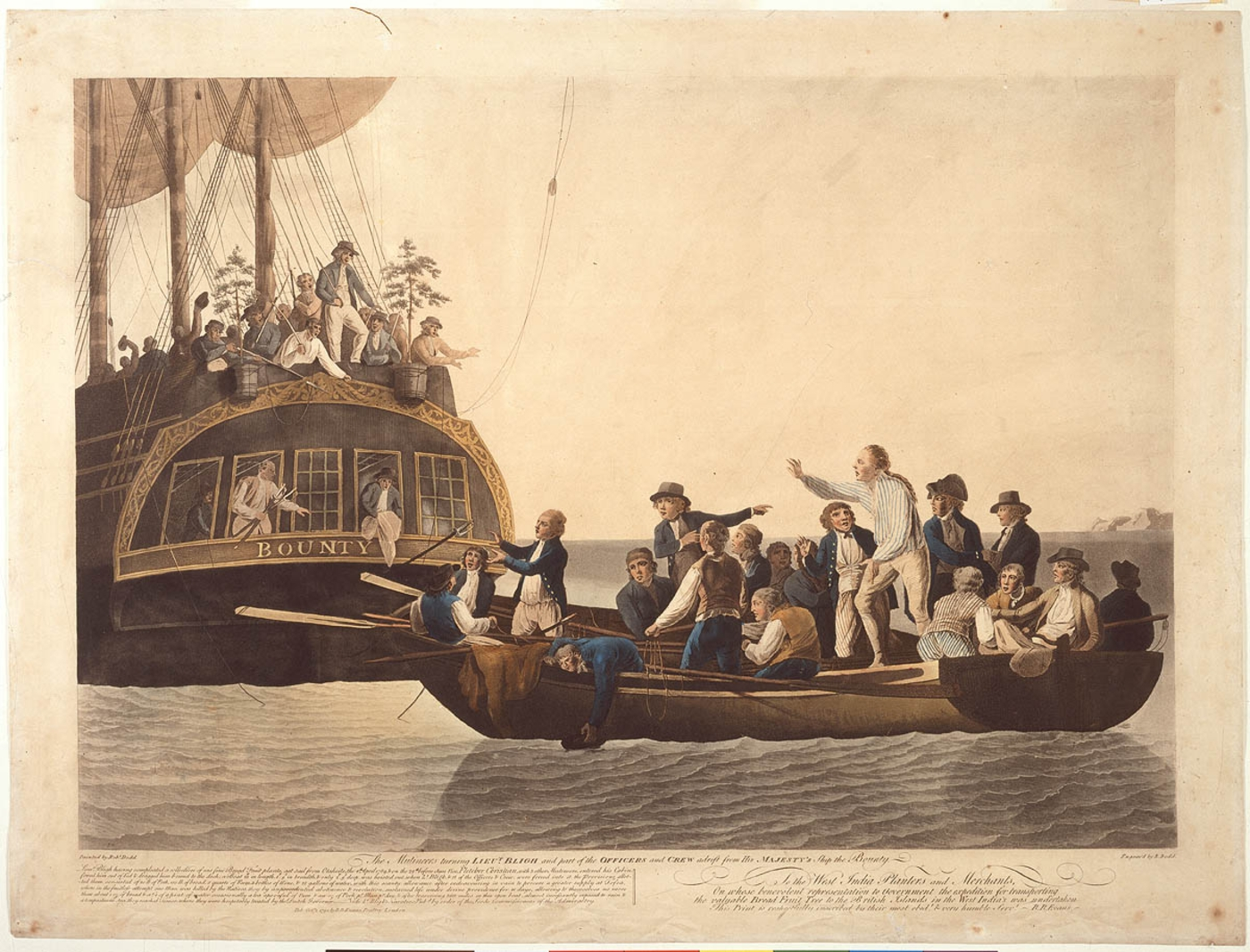
Meuterei auf der Bounty

- 28. April: Fletcher Christian setzt Kapitän William Bligh von der Bounty an der tonganischen Vulkaninsel Tofua aus.
- 14. Juni: Der von Meuterern ausgesetzte Kapitän William Bligh von der Bounty erreicht mit 18 Getreuen Kupang auf der Pazifik-Insel Timor. Er trifft dort 48 Tage nach der Meuterei und nach etwa 5.800 in einem kleinen Beiboot zurückgelegten Kilometern ein.

### Wirtschaft
- 10. Oktober/2. November: Die französische Nationalversammlung beschließt auf Antrag von Charles-Maurice de Talleyrand-Périgord, des Bischofs von Autun, die Verstaatlichung von kirchlichem Grundbesitz und dessen Umwandlung in sogenannte Nationalgüter. Damit wechseln rund 10 % des gesamten Grundbesitzes in Frankreich den Besitzer.
- 14. Dezember: Im revolutionären Frankreich werden zur Minderung der drückenden Schuldenlast die ersten Assignaten ausgegeben, anfangs Staatsanleihen, die bald die Funktion von Geldscheinen erfüllen.
- In Wales wird Ebbw Vale Steelworks gegründet.

### Wissenschaft und Technik

#### Astronomie
- 26. März: Wilhelm Herschel bemerkt im Sternbild Rabe die Galaxie NGC 4462.
- 12. April: Wilhelm Herschel entdeckt bei Himmelserforschungen im Sternbild Großer Bär die als NGC 3310, NGC 3718 und NGC 3729 katalogisierten Galaxien.
- 14. April: Wilhelm Herschel entdeckt im Sternbild Großer Bär sechs Galaxien, die inzwischen als NGC 3738, NGC 3756, NGC 3982, NGC 5473, NGC 5477 und NGC 5485 geführt werden.
- 17. April: Im Sternbild Großer Bär findet Wilhelm Herschel die Galaxien NGC 3448 und NGC 5585.
- 24. April: Im Sternbild Großer Bär findet Wilhelm Herschel die etwa 14,5 Millionen Lichtjahre entfernte Galaxie NGC 5204.
- 28. August: Mit seinem kurz zuvor fertiggestellten 40-Fuß-Spiegelteleskop entdeckt Wilhelm Herschel den Saturnmond Enceladus. Dieser ist damit der sechste entdeckte Satellit des Planeten Saturn.
- 17. September: Wilhelm Herschel entdeckt als siebten Saturnmond Mimas.

#### Chemie
- Das Hauptwerk von Antoine Laurent de Lavoisier Traité élémentaire de chimie erscheint.
- 24. September:  Der Chemieprofessor und Apotheker Martin Heinrich Klaproth gibt die Entdeckung des Stoffes Uran in einer Ansprache vor der Preußischen Akademie der Wissenschaften bekannt.

#### Lehre und Forschung

Einziges erhalten gebliebenes Original des Titelblattes eines separaten Erstdrucks von Schillers Antrittsrede

- 26. Mai: Friedrich Schiller hält an der Universität Jena seine Antrittsvorlesung Was heißt und zu welchem Ende studiert man Universalgeschichte?
- 11. Dezember: Die University of North Carolina wird in den Vereinigten Staaten gegründet.

### Kultur
- 9. Januar: Das Trauerspiel Egmont von Johann Wolfgang von Goethe hat seine Uraufführung in Mainz.
- 26. Januar: Die Uraufführung der komischen Oper Der Schulz im Dorf oder Der verliebte Herr Doctor von Justin Heinrich Knecht findet in Biberach an der Riß statt.
- 11. Februar: Am Wiener Burgtheater wird die tragikomische Oper Il pastor fido (Der treue Hirte) von Antonio Salieri auf einen Text von Lorenzo da Ponte uraufgeführt, in das er die Ouvertüre seines Werkes Prima la musica e poi le parole eingearbeitet hat. Nach nur drei Aufführungen wird das Stück wegen dramaturgischer Unzulänglichkeiten abgesetzt und am 14. Oktober in einer revidierten Fassung neuerlich zur Aufführung gebracht. Die Rolle der Amarilli ist mit Adriana Ferrarese del Bene besetzt.
- 6. März: Der Messias, eine Bearbeitung, die Wolfgang Amadeus Mozart 1789 von Händels Oratorium Messiah angefertigt hat, wird bei Graf Johann Esterházy mit Mozart am Fortepiano und zwölf Chorsängern uraufgeführt.
- 17. Juni: Her Majesty’s Theatre in London brennt infolge von Brandstiftung völlig ab. Menschenleben sind zum Glück nicht zu beklagen.
- 24. Juni: Auf Erlass des Kaisers Joseph II. wird in Ungarn das Gestüt Bábolna gegründet – es wird bekannt durch die Zucht der Shagya-Araber.
- 29. Juli: Uraufführung der Oper Claudine von Villa Bella von Johann Friedrich Reichardt am Schloßtheater Berlin-Charlottenburg.
- August: Christoph Martin Wieland verfasst sein philosophisch-politisches Streitgespräch Über die Rechtmäßigkeit des Gebrauchs welchen die Französische Nation dermalen von ihrer Aufklärung und Stärke macht, das im September im Teutschen Merkur erscheint.
- 16. Oktober: Die Oper Brenno von Johann Friedrich Reichardt wird an der Königlichen Oper in Berlin uraufgeführt. Das dramma per musica ist dort die erste deutschsprachige Aufführung.

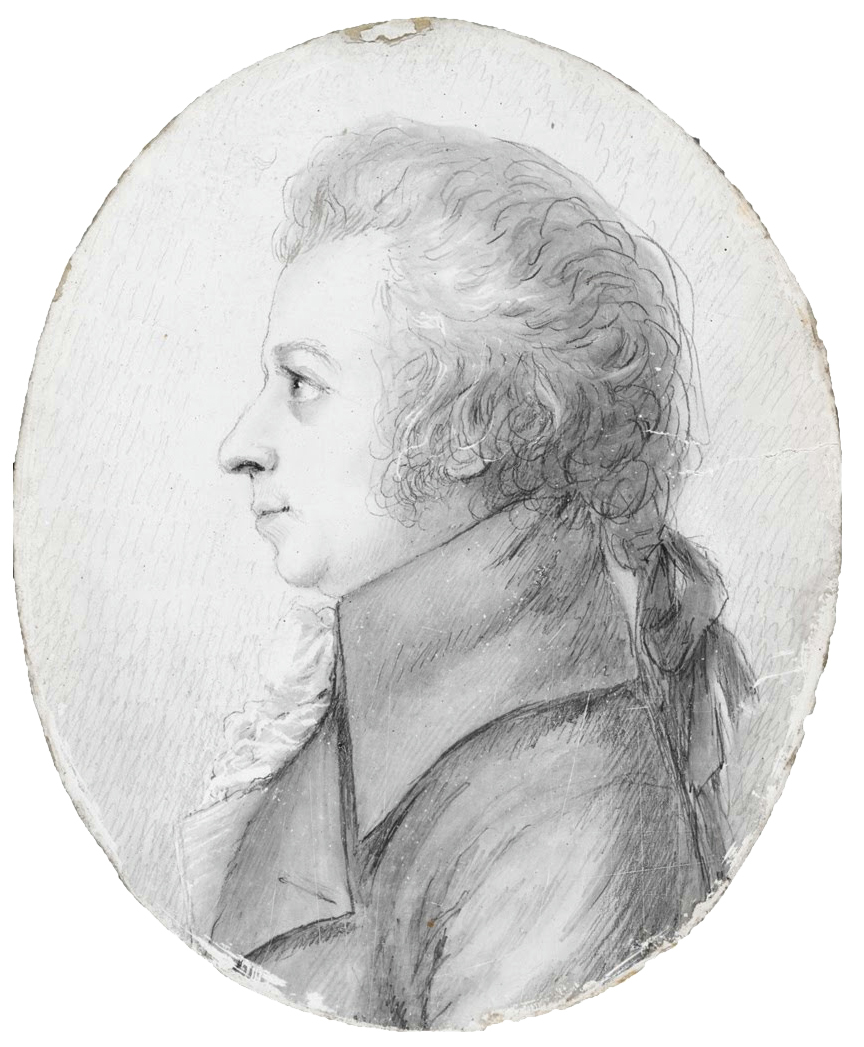
W. A. Mozart von Dora Stock

- Dora Stock fertigt die berühmte Silberstiftzeichnung von Wolfgang Amadeus Mozart.

### Gesellschaft
- 27. Januar: Ludwig Suhl gründet in Lübeck mit seinen Freunden Christian Adolph Overbeck, Johann Julius Walbaum, Anton Diedrich Gütschow, Gottlieb Nicolaus Stolterfoth, Johann Friedrich Petersen und Nikolaus Heinrich Brehmer die Literärische Gesellschaft zur wissenschaftlichen Unterhaltung und gegenseitiger Unterrichtung.
- Der Saint Louis Cemetery I in New Orleans wird eröffnet.

### Katastrophen
Bei einer Pockenepidemie in Australien kommen schätzungsweise mehr als 50 % der Darug und der Eora, Aborigines aus der Region des heutigen Sydneys, ums Leben sowie eine unbekannte Anzahl in den restlichen Teilen Australiens.

## Geboren

### Erstes Quartal
- 03. Januar: Carl Gustav Carus, deutscher Naturwissenschaftler und Maler († 1869)
- 04. Januar: John Hardy Steele, US-amerikanischer Politiker († 1865)
- 05. Januar: Jules Robert Auguste, französischer Maler und Bildhauer († 1850)
- 05. Januar: Thomas Pringle, schottisch-südafrikanischer Schriftsteller und Abolitionist († 1834)
- 09. Januar: Carl Gotthilf Nestler, erzgebirgischer Hammerherr († 1864)
- 15. Januar: Joseph Ignatz Peter, badischen Revolutionär († 1872)
- 26. Januar: Józef Damse, polnischer Komponist († 1852)
- 27. Januar: Alexander von Dusch, badischer Minister († 1876)
- 28. Januar: Ernst von Hessen-Philippsthal-Barchfeld, russischer General der Kavallerie († 1850)
- 30. Januar: Wolf Heinrich Graf von Baudissin, deutscher Diplomat, Schriftsteller und Übersetzer († 1878)
- 01. Februar: Hippolyte Chelard, französischer Komponist († 1861)
- 02. Februar: Carl Alexander Heideloff, deutscher Architekt und Denkmalpfleger († 1865)
- 04. Februar: Thaddeus Betts, US-amerikanischer Politiker († 1840)
- 05. Februar: Alois Hildwein, österreichischer Architekt des Biedermeier († 1828)
- 09. Februar: Franz Xaver Gabelsberger, deutscher Erfinder († 1849)
- 11. Februar: Hermannus Bouman, niederländischer reformierter Theologe und Orientalist († 1864)
- 12. Februar: Friedrich Theodor Schubert, russischer Offizier und Geodät († 1865)
- 15. Februar: Friedrich Ernst Fesca, deutscher Komponist († 1826)
- 16. Februar: Charles Rivière-Hérard, Präsident von Haiti († 1850)
- 19. Februar: William Fairbairn, britischer Ingenieur († 1874)
- 20. Februar: Carl Gustav Jochmann, deutscher Publizist († 1830)
- 23. Februar: Friedrich Heinrich Aschoff, preußischer Generalleutnant († 1854)
- 26. Februar: Julius von den Brinken, deutscher Forstmann und polnischer Generalforstmeister († 1846)
- 05. März: William S. Archer, US-amerikanischer Politiker († 1855)
- 05. März: Michael Woolston Ash, US-amerikanischer Politiker († 1858)
- 07. März: Jean Vidal, französischer Violinist und Dirigent († 1867)
- 08. März: August Alexander Kämmerer, deutscher Geologe und Apotheker († 1858)
- 09. März: Desiré-Raoul Rochette, französischer Archäologe († 1854)
- 10. März: Manuel de la Peña y Peña, mexikanischer Staatspräsident († 1850)
- 14. März: Joseph Schlotthauer, deutscher Historienmaler († 1869)
- 16. März: Francis Rawdon Chesney, britischer Forscher († 1872)

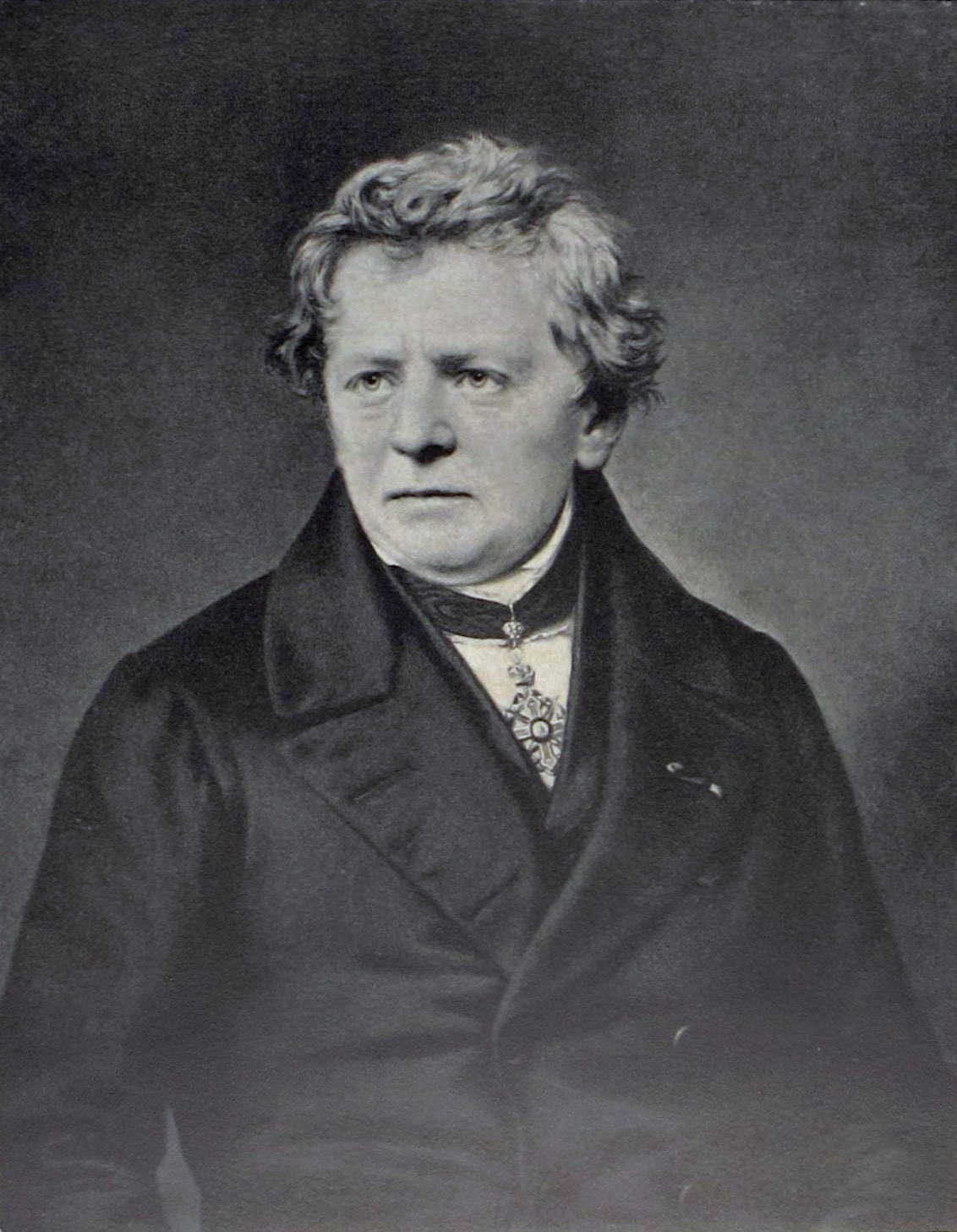
Georg Simon Ohm

- 16. März: Georg Simon Ohm, deutscher Physiker († 1854)
- 19. März: Everhard von Groote, Germanist, Schriftsteller und Politiker († 1864)
- 22. März: Ernst Schulze, deutscher Dichter († 1817)
- 26. März: Wilhelm Hey, deutscher Fabeldichter und Liedautor († 1854)

### Zweites Quartal
- 01. April: John Hopkins Clarke, US-amerikanischer Politiker († 1870)
- 06. April: Isaac Hill, US-amerikanischer Politiker († 1851)
- 08. April: Wilhelm Snell, Professor der Jurisprudenz und Politiker († 1851)
- 10. April: Amalie Luise, Prinzessin und Herzogin von Arenberg († 1823)
- 10. April: Leona Vicario, mexikanische Nationalheldin († 1842)
- 13. April: Georg Benedikt Winer, deutscher protestantischer Theologe und Philologe († 1858)
- 15. April: Antal Deák, ungarischer Politiker († 1842)
- 16. April: Claude de Perrot, Schweizer evangelischer Geistlicher und Hochschullehrer († 1874)
- 29. April: Carl Ludwig Frommel, Maler, Kupferstecher, Stahlstecher und Radierer († 1863)
- 01. Mai: George Fife Angas, englischer Geschäftsmann, Parlamentarier und Philanthrop († 1879)
- 01. Mai: Richard Irvine Manning, US-amerikanischer Politiker († 1836)
- 10. Mai: Jared Sparks, US-amerikanischer Geschichtsschreiber († 1866)
- 13. Mai: Bernhardine von Wintgen, westfälische Schriftstellerin und Übersetzerin, († 1855)
- 16. Mai: Johann Nepomuk Schelble, deutscher Dirigent, Sänger und Pädagoge († 1837)
- 16. Mai: Michael Creizenach, deutsch-jüdischer Pädagoge und Theologe († 1842)
- 20. Mai: Marcellin Champagnat, Priester und Ordensgründer der Maristenbrüder († 1840)
- 23. Mai: Franz Schlik zu Bassano und Weißkirchen, österreichischer General († 1862)
- 28. Mai: Bernhard Severin Ingemann, dänischer Schriftsteller († 1862)
- 28. Mai: Heinrich Weiss, Schweizer Politiker († 1848)
- 30. Mai: Peter Karl Thurwieser, österreichischer Meteorologe, Alpinist und Theologe († 1865)
- 13. Juni: August Arnold, deutscher Geschichtsphilosoph und Staatswissenschaftler († 1860)
- 15. Juni: Josiah Henson US-amerikanischer Sklave, methodistischer Pastor und kanadischer Sklavenbefreier († 1883)
- 20. Juni: Friedrich Wilhelm Carové, deutscher Jurist, Germanist und Philosoph († 1852)
- 24. Juni: Silvio Pellico, italienischer Schriftsteller († 1854)
- 25. Juni: Wilhelm Heinrich Ackermann, deutscher Pädagoge († 1848)
- 26. Juni: Heinrich Franz von Bombelles, österreichischer Diplomat, Offizier und Erzieher des späteren Kaisers Franz Joseph I. († 1850)
- 26. Juni: Balthasar de Vincenz, Schweizer Soldat in spanischen Diensten († 1858)
- 27. Juni: Friedrich Silcher, deutscher Liederkomponist († 1860)
- 30. Juni: Horace Vernet, französischer Militärmaler und Lithograph († 1863)

### Drittes Quartal
- 01. Juli: Francisco Javier Mina, spanischer Guerilla-Führer († 1817)
- 03. Juli: Friedrich Overbeck, deutscher Maler, Zeichner und Illustrator († 1869)
- 05. Juli: Miguel Barreiro, uruguayischer Politiker († 1848)
- 06. Juli: Maria Isabel von Spanien, Königin beider Sizilien († 1848)
- 10. Juli: Yanagawa Seigan, japanischer Dichter († 1858)
- 11. Juli: Aloys Henhöfer, deutscher Theologe († 1862)
- 14. Juli: Wilhelm von Studnitz, deutscher Offizier und Schriftsteller († 1840)
- 21. Juli: Wasil Ewstatiew Aprilow, bulgarischer Arzt († 1847)
- 31. Juli: Edouard Diodati, Schweizer evangelischer Geistlicher, Bibliothekar und Hochschullehrer († 1860)
- 04. August: Roch-Ambroise Auguste Bébian, erster Beherrscher der Gebärdensprache, ohne selbst behindert zu sein († 1839)
- 06. August: Friedrich List, deutscher Nationalökonom und Politiker († 1846)
- 09. August: Robert Nicolas-Charles Bochsa, französischer Komponist und Harfenvirtuose († 1856)
- 16. August: Amos Kendall, US-amerikanischer Politiker († 1869)
- 21. August: Augustin-Louis Cauchy, französischer Mathematiker († 1857)
- 21. August: Thomas Garrett, US-amerikanischer Abolitionist († 1871)
- 26. August: Auguste-Frédéric de Meuron, Schweizer Kaufmann und Industrieller († 1852)
- 26. August: Abbas Mirza, persischer Prinz und Militärführer († 1833)
- 28. August: Stéphanie de Beauharnais, Adoptivtochter von Napoleon Bonaparte († 1860)
- 05. September: Clarke Abel, britischer Arzt, Naturforscher und Botaniker († 1826)
- 09. September: William Cranch Bond, US-amerikanischer Astronom († 1859)
- 09. September: Johann Rudolf von Steiger, Schweizer Offizier in fremden Diensten und Politiker († 1857)
- 15. September: James Fenimore Cooper, US-amerikanischer Schriftsteller († 1851)
- 16. September: Mariano de Aycinena y Piñol, Staatschef in der Provinz Guatemala der Zentralamerikanischen Konföderation († 1855)
- 28. September: Charles Victor Prévôst, französischer Schriftsteller († 1856)
- 28. September: Ludwig Starklof, Gründer und erster Intendant des Oldenburgischen Staatstheaters († 1850)
- 29. September: Peter Joseph Lenné, Gärtner und Landschaftsarchitekt († 1866)

### Viertes Quartal
- 03. Oktober: Sir Henry Pottinger, britischer Kolonialbeamter († 1856)
- 04. Oktober: Friederike Krüger, preußische Soldatin († 1848)
- 05. Oktober: William Scoresby, britischer Seefahrer und Forscher († 1857)
- 14. Oktober: Agustín Durán, spanischer Literaturwissenschaftler († 1862)
- 16. Oktober: William Burton, US-amerikanischer Politiker († 1866)
- 20. Oktober: Heinrich LXVII., Fürst Reuß jüngere Linie († 1867)
- 24. Oktober: Ramon Carnicer, spanischer Komponist von Opern († 1855)
- 25. Oktober: Samuel Heinrich Schwabe, deutscher Astronom († 1875)
- 27. Oktober: Daniel Sturgeon, US-amerikanischer Politiker († 1878)
- 28. Oktober: Johann Gottlob Schneider, deutscher Komponist und Organist († 1864)
- 01. November: Jakob Peter Gameter, Schweizer Jurist und Schriftsteller († 1829)
- 01. November: Friedrich von Seherr und Thoß, deutscher Offizier, Beamter und Rittergutbesitzer († 1857)
- 02. November: Ether Shepley, US-amerikanischer Politiker († 1877)
- 05. November: Johannes Nefflen, schwäbischer Schriftsteller und Satiriker († 1858)
- 11. November: Pietro Tenerani, italienischer Bildhauer († 1869)
- 12. November: Albert Gern, deutscher Theaterschauspieler († 1869)
- 12. November: Philipp Jakob Siebenpfeiffer, politischer Publizist († 1845)
- 12. November: Stephan Metz, Mainzer Bürgermeister († 1850)
- 13. November James Thomson, britischer Mathematiker († 1849)
- 15. November: Franz Xaver Stadler, deutscher Kaufmann und Stifter († 1865)
- 16. November: Ludwig Roth von Schreckenstein, preußischer Kriegsminister und General der Kavallerie († 1858)
- 21. November: George Howard, US-amerikanischer Politiker († 1846)
- 01. Dezember: William Carr Lane, US-amerikanischer Politiker († 1863)
- 04. Dezember: Micurá de Rü, ladinischer Sprachwissenschaftler († 1847)
- 08. Dezember: József Hild, ungarischer Architekt († 1867)
- 14. Dezember: Johannes Hegetschweiler, Schweizer Mediziner, Botaniker und Politiker († 1839)
- 17. Dezember: Clement Comer Clay, US-amerikanischer Politiker († 1866)
- 18. Dezember: Konstantin d’Aspre, österreichischer General († 1850)
- 21. Dezember: Peter Überbacher, österreichischer Orgelbauer († 1852)
- 22. Dezember: Alfred von Croÿ, deutscher Standesherr, Unternehmer und Politiker († 1861)
- 25. Dezember: August von Goethe, Sohn von Johann Wolfgang von Goethe († 1830)
- 25. Dezember: Frantz Gotthard Howitz, dänischer Mediziner und Hochschullehrer († 1826)
- 28. Dezember: Thomas Ewing, US-amerikanischer Politiker († 1871)

### Genaues Geburtsdatum unbekannt
- Apostol Arsache, rumänischer Mediziner, Ökonom und Politiker († 1869)
- Edmund Tyrell Artis, britischer Pionier der Paläobotanik und Archäologie († 1847)

## Gestorben

### Januar bis April
- 01. Januar: Johann Ernst Basilius Wiedeburg, deutscher  Physiker, Astronom und Mathematiker (* 1733)
- 04. Januar: Thomas Nelson, Gouverneur des Commonwealth of Virginia (* 1738)
- 05. Januar: Christian Andreas Cothenius, deutscher Arzt (* 1708)
- 06. Januar: Friedrich Wilhelm von Westphalen, Fürstbischof von Hildesheim und Paderborn (* 1727)
- 10. Januar: James Mitchell Varnum, US-amerikanischer General während des Unabhängigkeitskrieges (* 1748)
- 14. Januar: Christian Gottlieb Gilling, deutscher Theologe (* 1735)
- 15. Januar: Johann Baptist Wenzel Bergl, Maler (* 1719)
- 19. Januar: Jeremias Majer, englischer Maler deutscher Herkunft (* 1735)
- 20. Januar: Francesco Pozzi, Schweizer Stuckateur (* 1704)
- 21. Januar: Paul Henri Thiry d’Holbach, deutscher Philosoph und Mitarbeiter an Diderots Encyclopédie (* 1723)
- 23. Januar: Frances Brooke, englisch-kanadische Schriftstellerin und Dramatikerin (* 1724)
- 23. Januar: John Cleland, britischer Schriftsteller (* 1709)
- 23. Januar: Dschafar Khan, Herrscher von Persien

- 02. Februar: Armand-Louis Couperin, französischer Komponist und Organist (* 1727)
- 02. Februar: Franz Huberti, deutscher Geistlicher, Pädagoge und Astronom (* 1715)
- 13. Februar: Ethan Allen, US-amerikanischer Freiheitskämpfer (* 1738)
- 13. Februar: Paolo Renier, 119. und vorletzter Doge von Venedig (* 1710)
- 26. Februar: August Siegfried von Goué, deutscher Schriftsteller und Freimaurer (* 1743)
- 15. März: Johann Friedrich Rehkopf, deutscher Geistlicher und Hochschullehrer (* 1733)
- 25. März: Julie von Voß, Ehefrau von Friedrich Wilhelm II. (* 1766)
- 29. März: Giovanni Cornaro, katholischer Kardinal (* 1720)
- 29. März: Thomas Collins, US-amerikanischer Politiker (* 1732)
- 29. März: Gottlieb Benedict Zemisch, deutscher Rauchwarenhändler und Kunstmäzen in Leipzig (* 1716)

- 04. April: Paul von Natalis, preußischer Generalmajor (* 1720)
- 07. April: Abdülhamid I., Sultan des Osmanischen Reichs (* 1725)
- 07. April: Peter Camper, niederländischer Mediziner (* 1722)
- 15. April: Christian Ludwig König, deutscher Orgelbauer (* 1717)
- 24. April: Andrei Petrowitsch Schuwalow, russischer Politiker, Staatsbankdirektor und Schriftsteller (* 1742)

### Mai bis August
- 03. Mai: John Norton, britischer Seemann auf der Bounty (* 1753)
- 05. Mai: Giuseppe Baretti, italienischer Schriftsteller und Übersetzer (* 1719)
- 09. Mai: Jean-Baptiste Vaquette, französischer Ingenieur und Artilleriegeneral (* 1715)
- 10. Mai: Said Murad Khan Zand, Herrscher von Persien
- 15. Mai: Michael Angstenberger, österreichischer Kirchenliedkomponist (* 1717)
- 19. Mai: Giuseppe Bonito, italienischer Maler (* 1707)
- 20. Mai: Jost Erdmann von Arnim, preußischer Offizier (* 1714)
- 23. Mai: Eugen Wenzel von Wrbna-Freudenthal, Politiker während der Habsburgermonarchie (* 1728)
- 25. Mai: Andreas Dahl, schwedischer Botaniker (* 1751)
- 29. Mai: Johann Peter Miller, deutscher evangelischer Geistlicher und Hochschullehrer (* 1725)
- 02. Juni: Jacques Philippe de Choiseul-Stainville, Marschall von Frankreich (* 1727)
- 03. Juni: Johann Achterkirchen, Jurist und Bürgermeister von Northeim (* 1722)
- 04. Juni: Johann Friedrich Hähn, deutscher Geistlicher und Pädagoge (* 1710)
- 12. Juni: Jean-Étienne Liotard, Genfer Pastell- und Emailmaler (* 1702)
- 14. Juni: Johann Wilhelm Hertel, deutscher Komponist (* 1727)

- 02. Juli: Johann Philipp Lorenz Withof, Professor für Geschichte, Beredsamkeit und Moral (* 1725)
- 14. Juli: Bernard-René Jordan de Launay, französischer Adliger, letzter Kommandant der Bastille in Paris (* 1740)

- 16. August: Anton Haffenecker, böhmischer Architekt und Hofbaumeister (* 1720)
- 22. August: Johann Heinrich Tischbein der Ältere, Maler (Hofmaler) in Kassel (* 1722)
- 27. August: Koikawa Harumachi, japanischer Schriftsteller (* 1744)

### September bis Dezember
- 02. September: Johann Friedrich Wilhelm Jerusalem, deutscher protestantischer Theologe (* 1709)
- 06. September: Emmanuel-Félicité de Durfort, Marschall von Frankreich (* 1715)
- 11. September: Luka Sorkočević, kroatischer Diplomat und Komponist (* 1734)
- 23. September: Silas Deane, Abgeordneter des amerikanischen Kontinentalkongresses und Diplomat der USA (* 1737)
- 24. September: Johann Nikolaus Seip, deutscher lutherischer Theologe (* 1724)
- 28. September: Thomas Day, englischer Schriftsteller (* 1748)

- 06. Oktober: Max Heinrich von Geyr, Priester und Domherr in Köln (* 1712)
- 09. Oktober: Dietrich von Ahlefeldt, preußischer Beamter (* um 1730)
- 11. Oktober: Heinrich Gottlieb von Lindenau, kursächsischer Wirklicher Geheimer Rat, Kammerherr und Oberstallmeister (* 1723)
- 16. Oktober: George Christoph von Arnim, deutscher Offizier (* 1723)
- 19. Oktober: Lucretia Wilhelmina van Merken, niederländische Dichterin (* 1721)
- 26. Oktober: Sophie Schwarz, deutsch-baltische Schriftstellerin (* 1754)
- 27. Oktober: John Cook, US-amerikanischer Politiker (* 1730)

- 04. November: Karl Heinrich Geisler, deutscher Rechtswissenschaftler (* 1742)
- 10. November: Richard Caswell, US-amerikanischer Politiker und Gouverneur von North Carolina (* 1729)
- 22. November: Friederike Sophie Seyler, deutsche Schauspielerin (* 1738)
- 25. November: Jan Michał Budar, sorbischer Rittergutsbesitzer, Jurist und Stifter (* 1713)
- 28. November: Friedrich August Krubsacius, deutscher Architekt und Architekturtheoretiker (* 1718)

- 04. Dezember: Étienne Jeaurat, französischer Maler und Kupferstecher (* 1699)
- 07. Dezember: Johann Friedrich Glaser, deutscher Mediziner (* 1707)
- 09. Dezember: Thomas Aschbrenner, österreichischer Gelegenheitsdichter (* 1712)
- 10. Dezember: William Pierce, Delegierter für Georgia im Kontinentalkongress (* 1740)
- 23. Dezember: Charles-Michel de l’Epée, Gründer der weltweit ersten Schule für Taube (* 1712)